# Benno Sommer

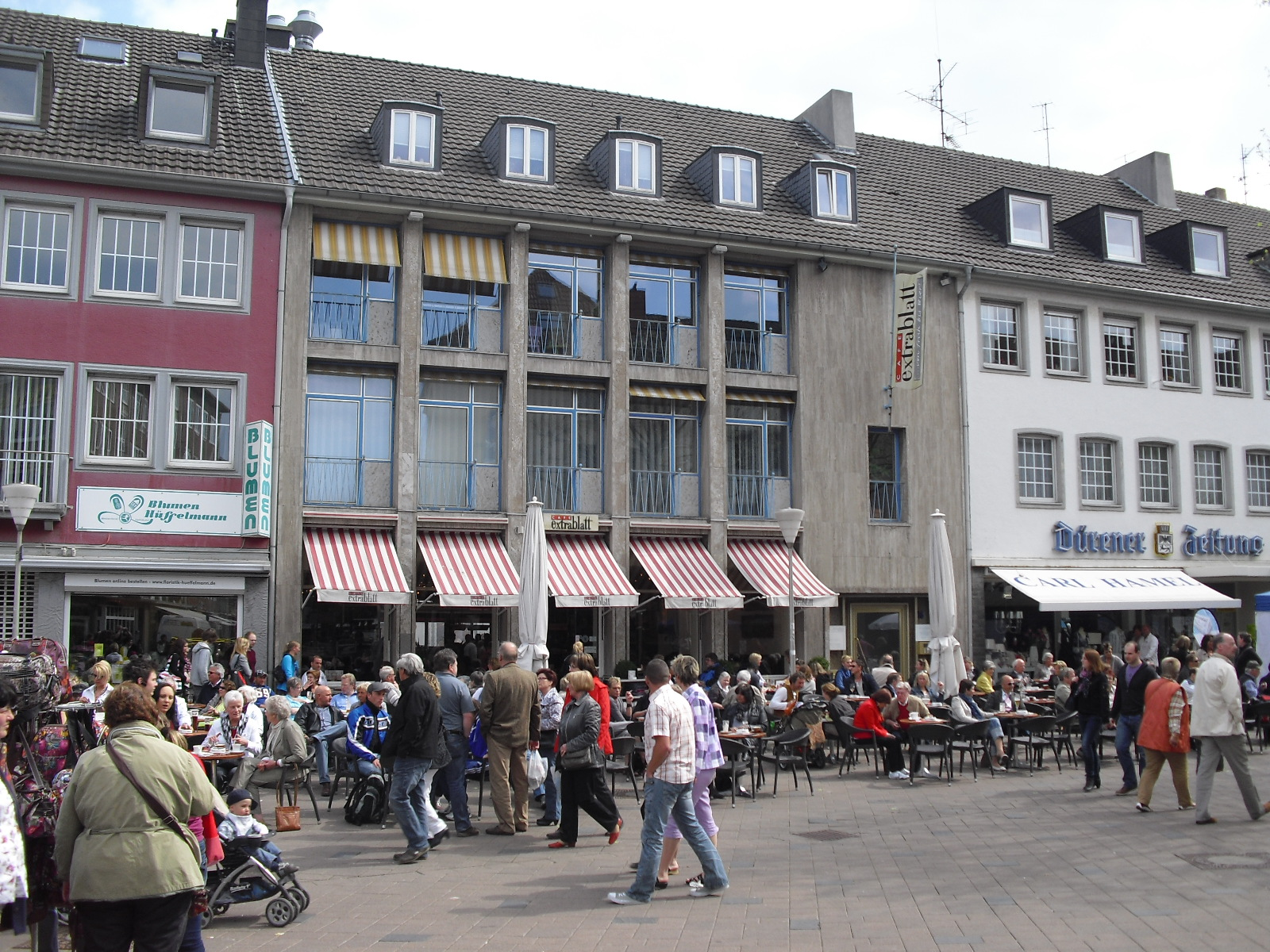
Die ehemalige Offiziersmesse

Benno Sommer (* 18. Februar 1922 in Düren; † 24. Juli 2012 ebenda) war ein deutscher Architekt, Designer und Karikaturist. Er war maßgeblich am Wiederaufbau der Stadt Düren nach dem Luftangriff vom 16. November 1944 beteiligt.
Nach dem Abitur studierte er ab 1947 Architektur an der RWTH Aachen. Während des Studiums arbeitete er als Karikaturist bei der Aachener Volkszeitung. Sein erstes architektonisches Werk war der Wiederaufbau der durch den Krieg zerstörten Germania-Lichtspiele, eines Kinos in der Wirtelstraße. Es wurde am 17. November 1950 eröffnet. Es wird seit der Schließung als Supermarkt genutzt.
Sommer baute zwischen Köln und Brüssel 14 weitere Kinos. Hinzu kamen alleine in Düren 36 Arztpraxen sowie Wohn- und Geschäftshäuser. Sommers Bauten stehen mittlerweile teilweise unter Denkmalschutz, wie z. B.
- die ehemalige Offiziersmesse der belgischen Armee in der Dürener Innenstadt, erbaut 1952[2], oder
- der Turm mit dem Casino und der Kantine auf dem Gelände der Firma Zimmermann & Jansen in Rölsdorf.

Benno Sommer folgte mit seiner Architektur den ästhetischen Idealen des Bauhauses.